# 桐柏站
桐柏站，位于中华人民共和国河南省南阳市桐柏县，是宁西铁路上的火车站，建于2000年，由郑州局集团管辖。

## 歷史
- 建于2000年。

## 車站周邊
- 澳都商务酒店
- 桐柏县城关卫生院
- 桐柏县人民法院
- 嘉和快捷酒店
- 桐柏县中心医院

## 外部連結
- 中国铁路客户服务中心 （页面存档备份，存于）